# Cartagine in fiamme (film)
Cartagine in fiamme è un film del 1959 diretto da Carmine Gallone.
Il soggetto è tratto dal romanzo omonimo del 1908 di Emilio Salgari.
Il film, del genere peplum, narra la tragica vicenda della distruzione di Cartagine durante la terza guerra punica.

## Trama
Dopo essere stato ferito durante la battaglia per difendere la città di Oroscopa dall'esercito di Massinissa, Hiram, condottiero cartaginese, viene tratto in salvo e curato dalla giovane romana Fulvia, che si innamora di lui. Nel frattempo il Consiglio di Cartagine, su ordine di Massinissa, lo ha condannato all'esilio.
Cartagine è minacciata dai romani ed Hiram è costretto a tornare in gran segreto per portar via con sé la donna di cui è innamorato, Ophir, figlia di Hermon, capo del Consiglio. Anche Ophir è innamorata di Hiram, ma è stata destinata dal padre a sposarsi con Tsour, un giovane cartaginese che conosce sin da bambina.
A Cartagine è arrivata anche Fulvia, venuta a cercare Hiram e caduta prigioniera di Phegor, il comandante delle guardie sacre. Phegor è attratto da Fulvia e vorrebbe salvarle la vita, ma il popolo cartaginese, visto che è romana, ha deciso di sacrificarla nel tempio di Moloch.
Hiram riesce a salvare Fulvia, ma nel tentativo di liberare anche Ophir, viene fatto prigioniero da Phegor. Aiutato dai suoi amici Sidone e Astarito, Hiram fugge dalla prigione e impedisce il matrimonio di Ophir con Tsour.
Hiram ritrova anche l'amicizia del capo dei mercenari, Thala, con il quale aveva combattuto a Oroscopa. Tsour si rende conto del grande amore che c'è tra Ophir e Hiram, e decide di non ostacolare la loro unione.
Il Consiglio di Cartagine è diviso. Hiram e Tsour vorrebbero battersi contro i romani, mentre Phegor vorrebbe entrare in trattative. In realtà Phegor prende tempo, perché sta aiutando segretamente il nemico per assicurarsi una posizione di comando dopo la caduta della città.
Hermon decide di sostenere la linea della battaglia. Hiram, Tsour, Thala e Asdrubale combattono insieme nella battaglia di Birsa, ma vengono sconfitti da Scipione l'Emiliano, aiutati dalle truppe numide comandate da Gollussa.
Nel frattempo Fulvia, concedendosi a Phegor, è riuscita a procurarsi una nave, con la quale Sidone, Astarito e Ophir, una volta recuperato il ferito Hiram sul campo di battaglia, si mettono in salvo in mare aperto.
Cartagine viene incendiata. Phegor non riceve l'aiuto sperato dai romani e la sua casa viene bruciata insieme alle altre. Fuggito sul balcone, Phegor trova la morte abbracciato a Fulvia, che sacrifica la sua vita per amore di Hiram.
Una volta al largo, Hiram, Ophir e l'equipaggio della nave guardano Cartagine bruciare.

## Produzione
Il film venne girato a Cinecittà. Per le costruzioni riproducenti Cartagine vennero impiegati 10.000 metri quadrati; per l'occasione venne costruita una grande triremi lunga 40 metri; per la scena del tempio di Moloch venne costruita una statua alta sette metri. Vennero inoltre impiegate tremila comparse. Il costo totale di produzione superò il miliardo di lire.